# Robin (Magnus Carlsson)
Robin es una serie animada para adultos creada por el ilustrador sueco Magnus Carlsson y narrada por Dave Avellone en la versión original y por Mario Castañeda en el doblaje al español realizado en México.

## Personajes
- Robin es el protagonista de la serie, vive en un apartamento y toma cualquier tipo de trabajo ocasionalmente.
- Benjamin es el mejor amigo de Robin. Es un auto-descrito "Cheegro" y bebe mucho.

## Historia
Los 30 episodios de Robin se centran en el soltero sueco desempleado Robin de 20 años y su mejor amigo Benjamin. Mientras que ninguno parece hacer algo constructivo con sus vidas, están implicados en varias desventuras, la mayoría dando por resultado un final non sequitur. Los episodios son autoconclusivos, por lo que el siguiente episodio no incluirá ninguna mención de encuentros anteriores.
El par (o con frecuencia, Robin solo) tendrán enfrentamientos con la ley, encontrarán borrachos, luces intermitentes y otros personajes extraños.

## Influencia
En 1997, después de ver a Robin en Channel 4, la banda británica Radiohead se acercó a Magnus Carlsson para hacer un video para su canción Paranoid Android con Robin en ella. Carlsson aceptó y elaboró la idea original para el video después de encerrarse en su oficina, mirando por la ventana a un puente aunque no escucho el tema de paranoid android sino hasta que se termino la animación,lo único que tenían era el concepto y radiohead quería que se haga haci para hacer al video más "abstracto" en sus palabras 
Durante el video de Paranoid Android, la banda hace una aparición en un bar, donde están sentados en una mesa bebiendo y mirando a una persona con una cabeza saliendo de su estómago bailando en su mesa.

## Lisa
Después de Robin, Carlsson creó un programa similar llamado Lisa. El personaje principal era una niña de una familia típica. Al igual que Robin, también vivía en un complejo de apartamentos y narra todas sus aventuras. El tono de la serie era considerablemente más suave que el de Robin, por lo que la serie fue exhibida frecuentemente durante los bloques de animación infantil. En Latinoamérica fue emitido en Cartoon Network en el bloque Pequeño Mundo.

## Producción de audio
Los 30 episodios de Robin fueron grabados y mezclados en Toronto por Jim Longo y Kevan Staples de Rhythm Division. Todos los elementos utilizados en las composiciones de Magnus Carlsson fueron regrabados en McClear Pathe y producidos por Rhythm Division y Magnus. Toda la edición de música, postproducción de audio, efectos de sonido, montaje de narración y mezcla final se realizaron en Rhythm Division.
En el último momento se decidió que los personajes necesitaban tener alguna voz. Viendo que no había presupuesto ni tiempo, las voces no lingüísticas de todos los personajes fueron suministradas por Magnus, Jim y Kevan.

## Episodios
Los títulos en español corresponden al doblaje realizado en México por encargo del canal Locomotion:
| N.º | Nombre                          |
| --- | ------------------------------- |
| 1   | Los Vagos                       |
| 2   | Reclutados                      |
| 3   | La Fiesta                       |
| 4   | El Mimo                         |
| 5   | El Hombre Rana                  |
| 6   | Premiado                        |
| 7   | El Sonámbulo                    |
| 8   | Manifestación contra las Drogas |
| 9   | El Fuego                        |
| 10  | Fiesta con la Silla             |
| 11  | La Abuela                       |
| 12  | El Dentista                     |
| 13  | Los Corazones Rotos             |
| 14  | Cirugía Plástica                |
| 15  | Los Deslizadores                |
| 16  | Harry con los Barberos          |
| 17  | Los Afeitólogos                 |
| 18  | La Película                     |
| 19  | El Pellizco                     |
| 20  | Compañía de Grabación           |
| 21  | Abajo                           |
| 22  | Exhibirse                       |
| 23  | Harry el Fumador                |
| 24  | El Exhibicionista               |
| 25  | El Director                     |
| 26  | El Abuelo Adoptivo              |
| 27  | Cosas Raras                     |
| 28  | Visita Divina                   |
| 29  | El Tío Harry                    |
| 30  | De Compras                      |